# Панин, Кристиан
Кристиа́н Калин Па́нин (рум. Cristian Călin Panin; 9 июня 1978, Арад, Румыния) — румынский футболист, игравший на позиции левого или правого защитник. На клубном уровне выступал за клубы УТА и ЧФР, за национальную сборную Румынии сыграл два матча. С 2013 по 2019 год работал в ЧФР на административных должностях, был спортивным директором клуба.

## Клубная карьера
Панин является воспитанником футбольного клуба УТА из Арада. В первой команде клуба он оказался в 1997 году и сразу стал одним из основных её игроков. На протяжении пяти сезонов Панин играл с УТА во Второй лиге, а в сезоне 2001/2002 его команда выиграла эту лигу и заслужила право участвовать в Первой лиге. Дебют Панина в главном дивизионе Румынии состоялся 18 августа 2002 года против клуба «Национал» из Бухареста. По итогам сезона 2002/2003 УТА заняла 16-е место в Первой лиге и вылетела из турнира. Панин остался в команде на следующий сезон, проведённый во Второй лиге, но с задачей возвращения в Первую лигу его клуб не справился.
Летом 2004 года Кристиан перешёл в ЧФР. За этот клуб он выступал на протяжении девяти сезонов в Первой лиге. Трижды вместе с ЧФР Панин становился чемпионом Румынии, трижды побеждал в национальном кубке и дважды в суперкубке. Он провёл 28 матчей в еврокубках, в том числе провёл девять матчей в групповом турнире Лиги чемпионов. В июле 2013 года Панин подтвердил принятое за год до этого решение о завершении игровой карьеры.

## Выступления за сборную
19 ноября 2008 года Панин дебютировал в национальной сборной Румынии в товарищеском матче со сборной Грузии, в котором румыны одержали победу со счётом 2:1. Свой второй и последний матч за сборную Кристиан сыграл 14 октября 2009 года против команды Фарерских островов в отборочном турнире к чемпионату мира 2010 года. В том матче румыны также одержали победу.

## После завершения игровой карьеры
Сразу после завершения игровой карьеры в 2013 году Панин остался в ЧФР на административной работе. Сменив несколько должностей, он оказался на посту спортивного директора клуба. Он неоднократно конфликтовал с Нелу Варгой, который в 2017 году стал фактическим владельцем ЧФР. В феврале 2019 года Варга уволил Панина после того, как тот проигнорировал его SMS во время матча с «Германштадтом».

## Статистика
| Выступление      | Выступление      | Выступление      | Лига | Лига | Кубок | Кубок | Европа | Европа | Прочие | Прочие | Итого | Итого |
| Клуб             | Лига             | Сезон            | Игры | Голы | Игры  | Голы  | Игры   | Голы   | Игры   | Голы   | Игры  | Голы  |
| ---------------- | ---------------- | ---------------- | ---- | ---- | ----- | ----- | ------ | ------ | ------ | ------ | ----- | ----- |
| УТА              | II               | 1997/1998        | 32   | 1    | —     | —     | —      | —      | —      | —      | 32    | 1     |
| УТА              | II               | 1998/1999        | 32   | 2    | —     | —     | —      | —      | —      | —      | 32    | 2     |
| УТА              | II               | 1999/2000        | 30   | 1    | —     | —     | —      | —      | —      | —      | 30    | 1     |
| УТА              | II               | 2000/2001        | 30   | 0    | —     | —     | —      | —      | —      | —      | 30    | 0     |
| УТА              | II               | 2001/2002        | 28   | 0    | —     | —     | —      | —      | —      | —      | 28    | 0     |
| УТА              | I                | 2002/2003        | 25   | 0    | —     | —     | —      | —      | —      | —      | 25    | 0     |
| УТА              | II               | 2003/2004        | 18   | 2    | —     | —     | —      | —      | —      | —      | 18    | 2     |
| УТА              | Итого            | Итого            | 195  | 6    | —     | —     | —      | —      | —      | —      | 195   | 6     |
| ЧФР              | I                | 2004/2005        | 17   | 0    | —     | —     | —      | —      | —      | —      | 17    | 0     |
| ЧФР              | I                | 2005/2006        | 22   | 0    | —     | —     | 9      | 0      | —      | —      | 31    | 0     |
| ЧФР              | I                | 2006/2007        | 19   | 2    | —     | —     | —      | —      | —      | —      | 19    | 2     |
| ЧФР              | I                | 2007/2008        | 28   | 1    | 2     | 0     | 2      | 0      | —      | —      | 32    | 1     |
| ЧФР              | I                | 2008/2009        | 25   | 2    | 3     | 0     | 4      | 0      | —      | —      | 32    | 2     |
| ЧФР              | I                | 2009/2010        | 29   | 0    | 3     | 0     | 8      | 0      | —      | —      | 40    | 0     |
| ЧФР              | I                | 2010/2011        | 25   | 0    | 1     | 0     | 5      | 0      | 1      | 0      | 32    | 0     |
| ЧФР              | I                | 2011/2012        | 21   | 0    | 1     | 0     | —      | —      | —      | —      | 22    | 0     |
| ЧФР              | I                | 2012/2013        | 6    | 0    | 1     | 0     | —      | —      | —      | —      | 7     | 0     |
| ЧФР              | Итого            | Итого            | 192  | 5    | 11    | 0     | 28     | 0      | 1      | 0      | 232   | 5     |
| Всего за карьеру | Всего за карьеру | Всего за карьеру | 387  | 11   | 11    | 0     | 28     | 0      | 1      | 0      | 427   | 11    |

1. ↑  Лига чемпионов УЕФА, Лига Европы УЕФА, Кубок Интертото.
2. ↑  Суперкубок Румынии.

## Достижения
- Чемпион Румынии (3): 2007/08, 2009/10, 2011/12
- Обладатель Кубка Румынии (3): 2008, 2009, 2010
- Обладатель Суперкубка Румынии (2): 2009, 2010